# How Few Remain
How Few Remain is een beschrijving van een alternatieve geschiedenis van de Verenigde Staten. How Few Remain, het eerste boek in een serie, werd geschreven door Harry Turtledove en kwam uit in 1997. 

## Samenvatting van het verhaal
Het verhaal speelt zich af in de jaren na de Amerikaanse Burgeroorlog. Deze oorlog is gewonnen door de Confederates, doordat de belangrijke order no. 191 niet verloren is gegaan maar is gevonden door een soldaat van de Geconfedereerde Staten van Amerika (CSA). Hierdoor kan Generaal Robert E. Lee ongehinderd Pennsylvania binnentrekken en George B. McClellan, leider van de Army of the Potomac, verslaan. Door deze overwinning verdient de CSA zijn onafhankelijkheid in de ogen van de Britten en Fransen en steunen haar in de oorlog tegen de VS. Ook Kentucky en het Indiaans Territorium (vanaf dan de Geconfedereerde staat Sequoyah) vallen in handen van de CSA. De Verenigde Staten verliezen de oorlog, erkennen de Confederatie, en Abraham Lincoln moet aftreden. Hierdoor is er voor John Wilkes Booth geen reden om hem te vermoorden en is hij in 1881 nog in leven en actief als spreker. Terwijl de CSA Cuba koopt slaan de V.S. een Russisch aanbod om Alaska te kopen af.
Het verhaal begint dan echt in 1881, wanneer de CSA de provincies Sonora en Chihuahua wil kopen van het Mexicaans Keizerrijk. Hierdoor krijgt de CSA toegang tot de Grote Oceaan. Het Mexicaans Keizerrijk is nu in leven gehouden door de Fransen, die geen oppositie van de VS kregen, in tegenstelling tot in werkelijkheid. De VS is hiertegen, dat de CSA nu ook uitbreidt naar de Grote Oceaan, waardoor de VS nog meer omsingeld wordt in het zuiden en dat de CSA nu ook van kust tot kust strekt. De huidige Republikeinse president Blaine stelt een ultimatum, dat wordt genegeerd door de CSA. Dan verklaart de VS de oorlog aan CSA, waarmee de zogenaamde Tweede Mexicaanse Oorlog uitbreekt.
President James Longstreet van de CSA heeft zich hierop voorbereid en pakt de strijd veel doordachter aan dan de VS president Blaine. Hij presenteert de strijd als een aanval van een sterker land tegen een zwakker land, temeer daar hij geen grote offensieve acties op Noordelijk grondgebied toestaat en belooft alle zwarte slaven vrij te maken. Hiermee wint hij de Britse en Franse sympathie, en deze landen verklaren dan ook de VS de oorlog.
De oorlog verloopt slecht voor de VS en moet noodgedwongen terugtrekken in New Mexico Territory, waar J.E.B. Stuart de invasie leidt. Generaal Willcox probeert Louisville te veroveren maar dit eindigt al snel in een patstelling waarin de stad wordt verwoest en beide partijen weinig winnen. Steden die aan de Grote Meren liggen worden gebombardeerd door Britse Ironclads en ook San Francisco en andere kuststeden worden gebombardeerd, in 'San Fran' wordt zelfs de goudvoorraad geplunderd door Royal Marines. De Engelsen vallen vanuit Canada Maine en Montana binnen.
Een van de weinige successen van de Unie wordt geboekt door generaal George Armstrong Custer, die Sequoyah binnenvalt en daar met Gatling guns een Geconfedereerd en Indiaans regiment in de val lokt en neermaait. Nadien vechten zijn regiment met de jonge Theodore Roosevelt's Unauthorized Regiment tegen de Britten en Canadezen, geleid door Charles George Gordon. Gordon wordt verslagen maar dit heeft weinig effect op het algemene resultaat van de oorlog. Wel leidt het tot een vete tussen Roosevelt en Custer, die elkaar de overwinning betwisten. Ook sneuvelt George Custers broer Tom Custer, waardoor generaal Custer wraakgevoelens tegen de Canadezen ontwikkelt.
In eigen land bedwingen de Amerikanen uitbarsting van burgerlijke ongehoorzaamheid van de Mormonen en voorkomen maar net dat dit escaleert tot een opstand. Abraham Lincoln houdt een aantal socialistisch georiënteerde lezingen en speeches. Kopstukken in het militaire apparaat zien hem als een onruststoker, maar hij trekt wel volgelingen. Inmiddels observeert Alfred von Schlieffen als Duits militair attaché de strijd rond Louisville en staat versteld van het gebrek aan planning aan de Noordelijke zijde.
Uiteindelijk moet president Blaine een vernederende vrede accepteren. Weliswaar hoeft de VS geen land aan de CSA af te staan, maar moet hij de annexatie van Chihuahua en Sonora door de CSA erkennen. Bovendien moet wel noordelijk Maine aan Canada worden afgestaan. De Republikeinse Partij glijdt af naar een marginaal bestaan als lokale Midwestelijke partij, en zal nooit meer een president leveren. Kiezers en leden lopen en masse over naar de Democraten en naar een nieuwe politieke macht: Abraham Lincolns Socialistische Partij. Terwijl de CSA de tweede overwinning op het Noorden in een rij viert, versterkt de VS zijn banden met het Duitse Keizerrijk.

## Personages
- Geconfedereerde Staten van Amerika:
  - Thomas J. 'Stonewall' Jackson: Chef-Staf van het Leger van de CSA. Gedurende de 'War of Secession', zo werd de burgeroorlog genoemd, is hij niet doodgeschoten omdat de Slag bij Chancellorsville nooit heeft plaatsgevonden.
  - J.E.B. Stuart: Generaal in het leger, hij bezet de provincies Sonora en Chihuahua en lanceert vandaaruit een aanval op New Mexico Territory.
- Verenigde Staten:
  - Abraham Lincoln: voormalig President van de Verenigde Staten. Vanwege zijn aftreden is er ook nooit een aanslag op hem gepleegd, hier wordt ook geen vermelding van gemaakt in het boek. 'Honest Abe' is niet geliefd bij de militairen en de regeringen. Lincoln reist door het land en is voor het 'bevrijden' van de werkers, hij richt samen met Friedrich Sorge een Socialistische partij op.
  - Frederick Douglass: rondtrekkende spreker op conferenties, columnist/schrijver voor kranten en andere bladen, wordt bij het leger van Generaal Willcox oorlogscorrespondent waar hij de verschrikkingen van tweede oorlog tussen beide landen verslaat. Hij is een voormalige slaaf en wordt vrij vaak uitgescholden, aan beide zijden. Hij trekt met een regiment op en bij het front in Louisville wordt hij gevangengenomen.
  - Samuel Clemens (beter bekend als Mark Twain maar in het boek wordt Clemens gebruikt): redacteur bij een krant in San Francisco en een tegenstander van de 2e oorlog tussen beide staten
  - Theodore Roosevelt: Eigenaar van een farm in Montana, hij creëert de 'Unauthorized Regiment', een cavalerie eenheid die hij traint zodat hij in het leger tegen de Canadezen/Engelsen kan vechten. Hij is een patriot in hart en nieren.
- Keizerrijk Duitsland:
  - Alfred von Schlieffen: De graaf is de militaire attaché aan de Duitse ambassade in Washington D.C. Hij krijgt toestemming om het Amerikaanse leger in actie te zien en om observaties te doen. Samen met de ambassadeur, Kurd von Schlözer, probeert hij een vastere band met de VS aan te leggen, en helpt uiteindelijk om de oorlog te eindigen door met President Blaine te praten.

## Gevolgen voor de tijdlijn
In deze serie past Turtledove Europese geschiedenis toe op de fictieve situatie waarin de CSA onafhankelijk wordt: de gebeurtenissen reflecteren verschillende draaipunten in de Europese geschiedenis. De situatie rond de Tweede Mexicaanse Oorlog doet denken aan de Luxemburgse kwestie (de USA begint een oorlog omwille van de aankoop van Sonora en Chihuahua door diens rivaal, zoals Pruisen aanstoot nam aan de aankoop van Luxemburg door Frankrijk) en de Frans-Duitse Oorlog (de USA wordt vernederd waardoor revanchisme ontstaat). 
Door de succesvolle afscheiding in 1861-62 en overwinning in de Tweede Mexicaanse Oorlog in 1882 neemt de geschiedenis is andere loop:
- Om de nederlaag in de Burgeroorlog te compenseren worden de Indianen nog hardhandiger door de USA behandeld. Hierdoor zijn er geen Sioux om George Armstrong Custer bij de Little Bighorn te verslaan en hij is dan ook nog in leven en zet een succesvolle militaire carrière voort. De Indianen kiezen daarom massaal partij voor de Confederatie, die hen autonomie biedt. In de wereldoorlogen behoren ze tot de fanatiekste tegenstanders van de USA.
- De Verenigde Staten verbinden zich met Duitsland en gaan als Centraal bondgenoot de Eerste Wereldoorlog in (in deze tijdlijn Grote Oorlog geheten). De Confederatie kiest de kant van Engeland en Frankrijk.
- Mexico blijft een keizerrijk en wordt een trouw bondgenoot van de CSA.
- Door deze verandering winnen de Centralen de Grote Oorlog. In Noord-Amerika leggen de CSA en Canada het af tegen de grotere mankracht en productiecapaciteit van de Unie, en in Europa zijn Groot-Brittannië en Frankrijk na het wegvallen van Rusland zonder Amerikaanse steun niet in staat stand te houden. Door de harde vredesvoorwaarden en economische crisis komen uiteindelijk niet in Duitsland maar in de CSA, Frankrijk en Engeland fascistoide groepen aan de macht. Hitler daarentegen blijft als beroepsmilitair in het Duitse leger en schopt het niet verder dan sergeant.
- Het Ottomaanse Rijk en de Dubbelmonarchie blijven bestaan. Duitsland blijft een keizerrijk en Wilhelm II regeert tot zijn dood in 1941.
- Quebec wordt uiteindelijk na de Grote Oorlog onafhankelijk en Canada bezet.
- Alaska blijft Russisch.
- Hoewel Washington D.C. de formele hoofdstad van de VS blijft, verhuist het gehele regeringsapparaat naar Philadelphia omdat Washington te dicht bij de grens ligt. Om sentimentele redenen worden de monumenten en het Witte Huis nog wel onderhouden en na de verwoestingen in de Grote Oorlog hersteld.
- De groei van honkbal is enorm gestimuleerd door de Burgeroorlog omdat in het leger competities werden georganiseerd. In deze tijdlijn duurt de oorlog maar een jaar en dus veel te kort hiervoor, waardoor honkbal niet doorbreekt en een lokaal beoefende sport in New England blijft. In plaats daarvan is American Football volkssport nummer 1, zij het dat in de Verenigde Staten en CSA de spelregels licht verschillen (in de CSA is een voorwaartse pass niet toegestaan, in de Verenigde Staten wel).
- In Rusland worden de communisten verslagen. Het verband met de gebeurtenissen in het boek wordt niet duidelijk gegeven. Een mogelijke oorzaak is het ontbreken van geallieerde interventies in de Russische Burgeroorlog die in werkelijkheid averechts werkten en de Roden een propagandawapen gaf. Ook zou de sterkere aanwezigheid van Duitsland in Oost-Europa hierin een factor kunnen zijn.
- Omdat de VS de handen vol heeft aan een vijandig Canada en een vijandige CSA, kan er maar weinig tegengewicht aan Japan worden geboden. Japan verovert een eigen rijk en koopt Frans Indo-China en Nederlands-Indië. Ook de Filipijnen vallen in Japanse handen.
- Er komt geen Vrijheidsbeeld omdat de verhoudingen met Frankrijk daar te slecht voor zijn. In plaats daarvan schenkt Duitsland het Herinneringsbeeld.
- Er komt geen Panamakanaal omdat de Verenigde Staten en de CSA elkaar tegenwerken.
- De zwarten worden nominaal vrijgemaakt maar blijven achtergesteld aan blanken in een Apartheidachtig systeem. Zwarten mogen geen achternamen hebben en krijgen daarom pompeuze namen uit de Oudheid ('Als we maar een naam mogen hebben, laat het dan een heel goede zijn'). Uiteindelijk komt het tot een genocide tegen de zwarte bevolking.
- In Duitsland worden de joden niet vervolgd. In Polen en Rusland vinden wel pogroms tegen joden plaats. Een joodse hoofdpersoon merkt in de latere boeken op dat Duitsland 'te beschaafd' is om zijn joden te vervolgen. De Armeense Genocide is veel heviger omdat het Ottomaanse Rijk bij de overwinnaars hoort en Duitsland gewillig een andere kant opkijkt. In Congo vindt bovendien na de overdracht van de kolonie aan de Duitsers een genocide plaats die de wantoestanden van de Kongo-Vrijstaat doet verbleken.
- Door de annexatie van Cuba, Sonora en Chihuahua bevat de CSA grote aantallen Spaanstaligen. Blanken zien deze 'greasers' eveneens als minderwaardig, slechts een sportje hoger dan de zwarten, en zien lange tijd deze gebieden slechts als wingewesten. Langzamerhand verengelst de bevolking wel.
- Richmond, in werkelijkheid een provincieplaats van ondergeschikt belang, ontwikkelt zich in deze tijdlijn tot een wereldstad, '[groter dan Atlanta of Birmingham]'. Er wordt melding gemaakt van een eigen effectenbeurs en de Olympische Spelen van 1936 worden er gehouden.
- In plaats van Democraten (links) en Republikeinen (rechts), wordt de politiek voornamelijk bepaald door Socialisten (links) en Democraten (rechts), waarbij de Republikeinen politiek het midden tussen de twee houden en een marginaal bestaan leiden.
- Terwijl in onze tijdlijn Japan het enige land is geweest dat ooit een kernaanval heeft ondergaan, is in deze tijdlijn Japan uiteindelijk de enige grote oorlogsdeelnemer die niet het slachtoffer is geweest van een kernaanval.
- De Drooglegging beperkt zich tot de conservatievere staten binnen de Unie en de Confederatie, zoals Iowa en Alabama.